# James Darren
James Darren, född som James William Ercolani den 8 juni 1936 i Philadelphia, Pennsylvania, död 2 september 2024 i Los Angeles, Kalifornien, var en amerikansk popsångare, skådespelare och regissör för TV. Han började medverka i film 1956, och gjorde bland annat en huvudroll med Sandra Dee i surfingfilmen Flickan på badstranden 1959. En av hans mest kända roller är som soldaten Spyros Pappadimos i filmen Kanonerna på Navarone. Han fick även skivkontrakt hos bolaget Colpix Records där hans två största hitlåtar "Goodbye Cruel World" (1961) och "Her Royal Majesty" (1962) gavs ut.
På 1980-talet hade han en av huvudrollerna i polisserien T.J. Hooker.

## Filmografi
- 1961 – Kanonerna på Navarone
- 1964 – For Those Who Think Young
- 1965 – Familjen Flinta (TV-serie) (sångröst, 1 avsnitt)
- 1977 – Charlies änglar (TV-serie) (1 avsnitt)
- 1979–1982 – Fantasy Island (TV-serie) (3 avsnitt)
- 1980 – Scruples (TV-serie) (miniserie)
- 1982–1985 – T.J. Hooker (TV-serie) (66 avsnitt)
- 1992 – Renegade (TV-serie) (1 avsnitt)
- 1997 – Diagnos mord (TV-serie) (1 avsnitt)
- 1998–1999 – Star Trek: Deep Space Nine (TV-serie) (8 avsnitt)
- 1999 – Melrose Place (TV-serie) (5 avsnitt)